# Elling Station
Elling Station var en dansk jernbanestation på Skagensbanen i byen Elling 7 km nordvest for Frederikshavn i Vendsyssel.

## Historie
Elling fik standsningssted på Skagensbanen, da den åbnede i 1890. I starten var der kun en ventesal af træ. Stationsbygningen blev opført i år 1900 og er bevaret på Kingosvej 1. Stationen blev nedlagt i 1924, da Skagensbanens spor blev ombygget fra smalspor til normalspor, og linjeføringen mellem Frederikshavn og Jerup i forbindelse hermed blev forlagt mod øst, så banen passerede Strandby i stedet for Elling.

### Elling trinbræt
I stedet for den mistede station fik Elling i 1929-55 Elling trinbræt på Vendsysselbanen. Det lå hvor Mariendalsvej krydser banen 2 km sydvest for byen.